# بيلي بينيت (لاعب كرة قدم إسكتلندي)
بيلي بينيت (بالإنجليزية: Billy Bennett)‏ (5 يوليو 1955 في المملكة المتحدة - ) هو لاعب كرة قدم إسكتلندي في مركز الدفاع. لعب مع هارت أوف ميدلوثيان وبيرويك راينجرز ونادي اربوراث وفورفار أثلتيك ‏ ونادي كاودينبيث لكرة القدم.